# Partido Comunista do Nepal (marxista-leninista unificado)
O Partido Comunista do Nepal (Marxista-Leninista Unificado) (Communist Party of Nepal (Unified Marxist-Leninist), नेपाल कम्युनिस्ट पार्टी (एमाले)) é um partido político comunista em Nepal. O partido foi fundado em 1990 através da fusão de Partido Comunista do Nepal (Marxista-Leninista) e Partido Comunista do Nepal (Marxista).
O secretário-geral do partido é Madhav Kumar Nepal. O partido publica  jornal Buddhabar. A organização juvenil do partido é a Democratic National Youth Federation, Nepal.
Nas eleições parlamentares de 1999, o partido recebeu 2734568 votos (31.61% do total), alcançando 71 assentos.